# 歷代名畫記
《歷代名畫記》是唐张彦远所寫的一部美術史，是中国第一部绘画通史。後世許多史書、類書如《太平广记》、《太平御览》、《画史》中有關唐朝及之前绘画的内容多取自本書。

## 歷史
《历代名画记》第一卷《叙画之兴废》文末题识为“时大中元年，岁在丁卯”，即847年，记录的内容是“自史皇至今大唐会昌元年凡三百七十二人，编次无差，铨量颇定。此外旁求错综，心目所鉴，言之无隐，将来者能撰述其或继之”。但卷三《西京寺观等画壁》提到“大中七年”（853年），所以实际上作者在847年后仍然在不断编写这部书，定稿至少在853年。
按毛晋的說法，张彦远的家族河東張氏“三世收藏法书名画”，因此張彥遠才有了寫作此書的資本。此書先以抄本流傳。宋理宗时，临安的书棚首次將其雕版印刷後才有了定本，如陈道人书籍铺本。明清时期的各種刊行本基本都是以南宋時印刷的版本為準。現存的兩部抄本均為明清時所抄，分藏於中国国家图书馆和日本九州大学图书馆。現存刻本最早的是明嘉靖本和万历二年至三年间印刷的王世贞的陨阳初刻本。王本与南宋陈道人刊本最接近。此後比較有名的刻本還包括万历十八年王元贞《王氏画苑》金陵重刊本、崇祯年汲古阁《津逮秘书》本、乾隆年《四库全书》本、嘉庆年张海鹏《学津讨原》本。所有版本中，毛晋汲古阁《津逮秘书》質量最好，流传也最广。他還首次在其題跋中指出了《名画猎精录》並非張彥遠的作品，由此引發了一段學界爭論。

## 評價
在《歷代名畫記》之前中國的美術類著作主要以品鑒與著录為主，如顾恺之《论画》及谢赫《古画品录》。张彦远則首次以編年的形式記錄畫家，開創了中國画史的先河。